# German Open 2017
Il German Open 2017 è stato un torneo di tennis giocato sulla terra rossa. È stata la 111ª edizione dell'evento che fa parte della categoria ATP Tour 500 nell'ambito dell'ATP World Tour 2017. Si è giocato all'Am Rothenbaum di Amburgo, in Germania, dal 24 al 30 luglio 2017.

## Partecipanti

### Teste di serie
| Nazionalità | Giocatore            | Ranking* | Testa di serie |
| ----------- | -------------------- | -------- | -------------- |
| Spagna      | Albert Ramos Viñolas | 24       | 1              |
| Uruguay     | Pablo Cuevas         | 29       | 2              |
| Russia      | Karen Chačanov       | 33       | 3              |
| Francia     | Gilles Simon         | 36       | 4              |
| Francia     | Benoît Paire         | 37       | 5              |
| Argentina   | Diego Schwartzman    | 38       | 6              |
| Spagna      | Fernando Verdasco    | 39       | 7              |
| Spagna      | David Ferrer         | 46       | 8              |

* Ranking al 17 luglio 2017.

### Altri partecipanti
Giocatori che hanno ricevuto una Wild card:
- Daniel Altmaier
- Tommy Haas
- Maximilian Marterer

I seguenti giocatori sono entrati in tabellone con il ranking protetto:
- Dmitrij Tursunov
- Andreas Haider-Maurer

Il seguente giocatore è entrato in tabellone come special exempt:
- Andrej Rublëv

Giocatori passati dalle qualificazioni:

- Federico Delbonis
- Damir Džumhur
- Rudolf Molleker
- Cedrik-Marcel Stebe

I seguenti giocatori sono entrati in tabellone come Lucky loser:
- José Hernández-Fernández
- Leonardo Mayer

## Campioni

### Singolare
Leonardo Mayer ha sconfitto in finale  Florian Mayer con il punteggio di 6–4, 4–6, 6–3.
- È il secondo titolo in carriera per Mayer, primo della stagione.

### Doppio
Ivan Dodig /  Mate Pavić hanno sconfitto in finale  Pablo Cuevas /  Marc López con il punteggio di 6–3, 6–4.